# Залежь углеводородов
Залежь углеводородов — естественное скопление углеводородов (нефти и/или газа) в ловушке, целостная флюидодинамическая система. Воздействие на любую из её участков (отбор нефти или газа, закачка законтурной воды или газа и т. д.) неизбежно отражается на всей залежи. В подавляющем большинстве случаев залежи контактируют с пластовой водой. Они либо подпираются водой (водонапорный режим), либо «плавают» на воде (водоупругий режим).
Залежь как целостная динамическая система — это важнейшее, ключевое понятие в геологии нефти и газа. Название типа залежи состоит из названия типа резервуара и ловушки. Например: пластово-сводовая залежь, пластово-стратиграфическая, массивно-стратиграфическая и т. д.
Параметры залежи: высота, площадь, объём, ВНК, ГВК, внешний и внутренний контуры.
Единый ВНК или ГВК — важнейший признак залежи. ГВК и ВНК могут быть горизонтальными, то есть находиться на одном гипсометрическом уровне, а могут быть и наклонными. Чаще всего, наклон обусловлен направлением движения законттурных вод.
Залежи связанные территориально, а также общностью геологического строения и нефтегазоносности составляют единое месторождение.

## Классификация залежей
По фазовому соотношению нефти и газа («Классификация запасов и прогнозных ресурсов нефти и горючих газов», 2005, ст. 42):
- нефтяные, содержащие только нефть, насыщенную в различной степени газом;
- газонефтяные, в которых основная часть залежи нефтяная, а газовая шапка не превышает по объёму условного топлива нефтяную часть залежи;
- нефтегазовые, к которым относятся газовые залежи с нефтяной оторочкой, в которой нефтяная часть составляет по объёму условного топлива менее 50 %;
- газовые, содержащие только газ;
- газоконденсатные, содержащие газ с конденсатом;
- нефтегазоконденсатные, содержащие нефть, газ и конденсат.

По сложности геологического строения («Классификация запасов и прогнозных ресурсов нефти и горючих газов», 2005):
- простого строения — однофазные залежи, связанные с ненарушенными или слабонарушенными структурами, продуктивные пласты характеризуются выдержанностью толщин и коллекторских свойств по площади и разрезу;
- сложного строения — одно- и двухфазные залежи, характеризующиеся невыдержанностью толщин и коллекторских свойств продуктивных пластов по площади и разрезу или наличием литологических замещений коллекторов непроницаемыми породами либо тектонических нарушений;
- очень сложного строения — одно- и двухфазные залежи, характеризующиеся как наличием литологических замещений или тектонических нарушений, так и невыдержанностью толщин и коллекторских свойств продуктивных пластов, а также залежи сложного строения с тяжёлыми нефтями.

По значениям рабочих дебитов (Конторович А. Э. и др., 1975):
| Класс | Залежь         | Дебит нефти, т/сут | Дебиты газа, м³/сут |
| ----- | -------------- | ------------------ | ------------------- |
| 1     | высокодебитная | более 100          | более 1 млн         |
| 2     | среднедебитная | 10 — 100           | 100 тыс. — 1 млн    |
| 3     | низкодебитная  | 2 — 10             | 20 тыс. — 100 тыс.  |
| 4     | непромышленная | менее 2            | менее 20 тыс.       |